# Fitchia aptera
Fitchia aptera är en insektsart som beskrevs av Carl Stål 1859. Fitchia aptera ingår i släktet Fitchia och familjen rovskinnbaggar. Inga underarter finns listade i Catalogue of Life.